# Заувек заљубљени
Заувек заљубљени (шп. Juro que te amo) мексичка је теленовела, продукцијске куће Телевиса, снимана 2008.
У Србији је приказивана током 2008. и 2009. на телевизији Пинк.

## Синопсис
Виолета Мадригал је лепа, млада девојка која живи у селу Пуерта дел Сијело са својим родитељима, Амадом и Антонијом, сестром Лиом и браћом Данијелом и Хулиом. Мадригалови су у прошлости били једна од најимућнијих породица у селу, али изгубивши сво богатство уверили су се у лицемерност људи који су им сада окренули леђа.
Хустино Фрегосо, најмоћнији и уједно најперверзнији човек у селу, остварио је своје богатство захваљујући подлим пословима који су затворили врата предузећа Кобре, власништва породице Мадригал. Таква ситуација најбоље одговара његовој жени Малени Фрегосо, која ужива у тренутној позицији богаташице и њиховој размаженој кћерки Маријели, која не пропушта прилику да понизи Виолету у сваком погледу.
Амадо је увек за своју финансијску пропаст кривио свог брата Маријана Ласкана. Он је из предузећа повукао сав свој капитал кад је сазнао да ће се његова тадашња девојка Антонија удати за своју праву љубав, Амада Мадригала. Године су пролазиле и Амадо је своју мржњу према Маријану пренео на Хулија и Виолету.
Маријано сада живи у главном граду са својом породицом. У браку је без љубави са неозбиљном Леонором. Његова деца Ренато и Ивана мисле само на себе, уз изузетак сина Пабла.
Након што тешко болесни Амадо премине, Виолетин живот постане тежи него што је могла да замисли. Она и Хулио су се заклели оцу на самрти да ће избавити породицу из сиромаштва.
Маријела Фрегосо неће престати са понижавањем и биће главна Виолетина супарница за Максову љубав. Он је заводник без скрупула у којег се Виолета заљубила. Све се мења кад упозна Хосеа Марију, младог, симпатичног и радног младића који се заљубио у њу на први поглед и уверен је да је то жена његовог живота.
Док се Виолета одлучује између два мушкарца, неизвесна ситуација натера породицу Мадригал да се одселе из Пуерта дел Сијела у главни град, у кућу породице Ласкано. У тој кући дочека их хладна Фауста, зла Леонорина тетка која ће учинити све како би Мадригаловима отежала суживот са Ласкановима. Биће то тежак начин сазревања браће и сестара Мадригал, али предност им је што су уједињена и сложна породица…

## Ликови
- Виолета Мадригал (Ана Бренда Контрерас) - Иако је своје детињство провела у изобиљу, Виолета се морала суочити са изненадним крахом своје породице. Виолета машта о томе да постане популарна дизајнерка, импулсивна је, страствена и поносна девојка која пре свега највише цени искреност.
- Хосе Марија (Хосе Рон) - Дечко из града средње класе. Има скромну продавницу у граду. Осим што је одговоран, вредан и поштен младић, Хосе Марија је и велики сањар. Када зацрта циљ у животу обично га и оствари, а након што угледа Виолету обећа сам себи да ће кад-тад освојити њено срце.
- Антонија Мадригал (Патрисија Навидад) - Антонија је прелепа жена и мајка четворо деце. Након што остане без вољеног супруга Амада Антонија ће постати метом злом Хустина који је уништио њену породицу. Ипак, упркос тешкој животној ситуацији Антонија ће добити другу прилику за љубав.
- Хустино Фрегосо (Алексис Ајала) - Моћан владар у селу. Хустино је човек без принципа који нема осећаја за друге људе. За оне који нису имали прилике да осете на кожи његово зло он се чини као обичан ранчер који је свима симпатичан.
- Маријела Фрегосо (Флоренсија де Сарачо) - Прелепа Маријела одувек је љубоморна на Виолетин шарм. На први поглед се заљубила у Макса и је одлучна да се уда за њега. Маријела по карактеру плитка и размажена и пре свега ташта девојка.
- Хулио Мадригал (Пепе Гамез) - Хулио је најстарије дете у породици Мадригал. Изузетно привлачан и темпераментан младић који нема лак задатак, мора своју породицу да избави из сиромаштва.
- Малена Фрегосо (Лурдес Рејес) - Опортунисткиња која ужива у комфору и луксузу који јој је пружио њен супруг. Свесна је колико је Хустино опасан човек и зато добро глуми послушну жену.
- Макс (Марсело Кордоба) - Згодан и шармантан женскар који ради као пилот. Макс се често користи лажима и преварама како би се попео на друштвеној лествици. Када сретне Виолету пожели да учини све како би је завео. Макс ће имати страствен и компликован однос са Маријелом Фрегосо.

## Улоге
| Глумац:              | Улога:                    |
| -------------------- | ------------------------- |
| Ана Бренда Контрерас | Виолета Мадргал           |
| Хосе Рон             | Хосе Марија Алдама        |
| Патрисија Навидад    | Антонија Мадригал         |
| Алехандро Авила      | Маријано Ласкано          |
| Алексис Ајала        | Хустино Фрегосо           |
| Сесилија Габријела   | Леонора Ласкано           |
| Марсело Кордоба      | Максимилијано Макс Куељар |
| Флоренсија де Сарачо | Маријела Фрегосо          |
| Хавијер Марк         | Отац Балисио              |
| Маријана Кар         | Фауста                    |
| Џоана Брито          | Хесуса                    |
| Хектор Саез          | Дон Торибио               |
| Хосе Елијас Морено   | Рохелио Урбина            |
| Алберто Агнес        | Ренато Ренато Ласкано     |
| Џесика Коч           | Кристина Урбина           |
| Лурдес Рејес         | Малена Фрегосо            |
| Иманол Ландета       | Пабло Ласкано             |
| Наташа Дупејрон      | Росалија Лија Мадригал    |
| Лилијана Хорет       | Ивана Ласкано             |
| Освалдо Леон         | Родриго Чаролет           |
| Пепе Гамез           | Хулио Мадригал            |
| Клаудија Годинес     | Селија                    |
| Адријано Зендехас    | Данијел Дани Мадригал     |
| Сурија Садаји        | Коралито                  |
| Херман Гутијерез     | Алехандро Ранхел          |
| Франсиско Рубио      | Клаудио                   |
| Роберто Мигел        | Мигеланхел                |
| Лорели Мансиља       | Кандела                   |
| Аријане Пелисер      | Џанис                     |
| Антонио Ескобар      | Панталеон                 |
| Лорена Алварез       | Аделаида                  |
| Хуан Игнасио Аранда  | Реба                      |
| Моника Гарса         | Грасија                   |
| Освалдо Леон         | Родриго                   |
| Марија Марсела       | Сара                      |
| Лисет Ромо           | Флоренсија                |
| Хорхе Ван Ранкин     | Буенростро                |
| Лиса Виљерт          | Касера                    |
| Луис Хосе Сантандер  | Амадо                     |
| Херардо Мурхија      | Селестино                 |
| Летисија Пердигон    | Лалаине                   |
| Грасијела Бернардос  | Хелена                    |
| Сесилија Ромо        | Селина                    |